# Guillaume V d'Aquitaine
Pour les articles homonymes, voir Guillaume V et Guillaume d'Aquitaine.
 (mai 2010).
Si vous disposez d'ouvrages ou d'articles de référence ou si vous connaissez des sites web de qualité traitant du thème abordé ici, merci de compléter l'article en donnant les références utiles à sa vérifiabilité et en les liant à la section « Notes et références ».
Guillaume V d'Aquitaine dit le Grand, né vers 969, mort le 31 janvier 1030 à l'abbaye de Maillezais, est comte de Poitiers et duc d'Aquitaine.

## Famille
Il est le fils de Guillaume IV d'Aquitaine, dit Fierabras (935-995), et d'Emma de Blois (v. 969-31 janvier 1030), fille du comte de Blois Thibaud Ier dit le Tricheur (†975/977). En succédant à son père qui abdique et se retire à l'abbaye Saint-Cyprien de Poitiers en janvier 993, Guillaume devient Guillaume III comte de Poitiers. Il devient duc d'Aquitaine à la mort de son père.

## Biographie
Il naît vers 969. Ses parents se séparent pendant son jeune âge ; sa mère obtient sa garde mais le ramène à Poitiers en mai 998.
Ce prince cultivé et pieux a un règne pacifique, mais n'ayant pas de qualités d'homme de guerre, il subit plusieurs revers. Il fait appel au roi de France Robert II pour mater son vassal le comte de la Marche Boson II, mais leur expédition commune se solde par un échec. Il est battu par Foulque Nerra, comte d'Anjou, à qui il abandonne le Loudunais et le Mirebalais. Les Vikings lui infligent une défaite en 1006. Enfin il ampute encore son domaine de Confolens, Ruffec et Chabanais pour récompenser son vassal le comte d'Angoulême, Guillaume III Taillefer. Il fonde l'abbaye de Bourgueil et celle de Maillezais en 1010.
Dans le cadre des luttes féodales, notamment avec son vassal Hugues IV de Lusignan, il obtient en 1020 de son ami Fulbert, évêque de Chartres, un conseil qui a fait référence par la suite sur les devoirs d'aide et de conseil réciproques entre le seigneur et son vassal. Il soutient enfin la mise en place de la Paix de Dieu par l'Église.
Lorsque les Italiens viennent en 1024-1025 en France pour y chercher un roi, ils choisissent Hugues, le fils du roi de France, Robert II. Mais devant le refus de ce dernier, ils demandent à Guillaume le Grand d'accepter cette couronne. Celui-ci part en Italie pour discuter de la proposition, avant de refuser pour lui et pour son fils devant la complexité des intrigues italiennes.
Le chroniqueur Adémar de Chabannes (v. 989-1034) a rédigé sur Guillaume V un véritable panégyrique qui constitue une des principales sources sur son règne.

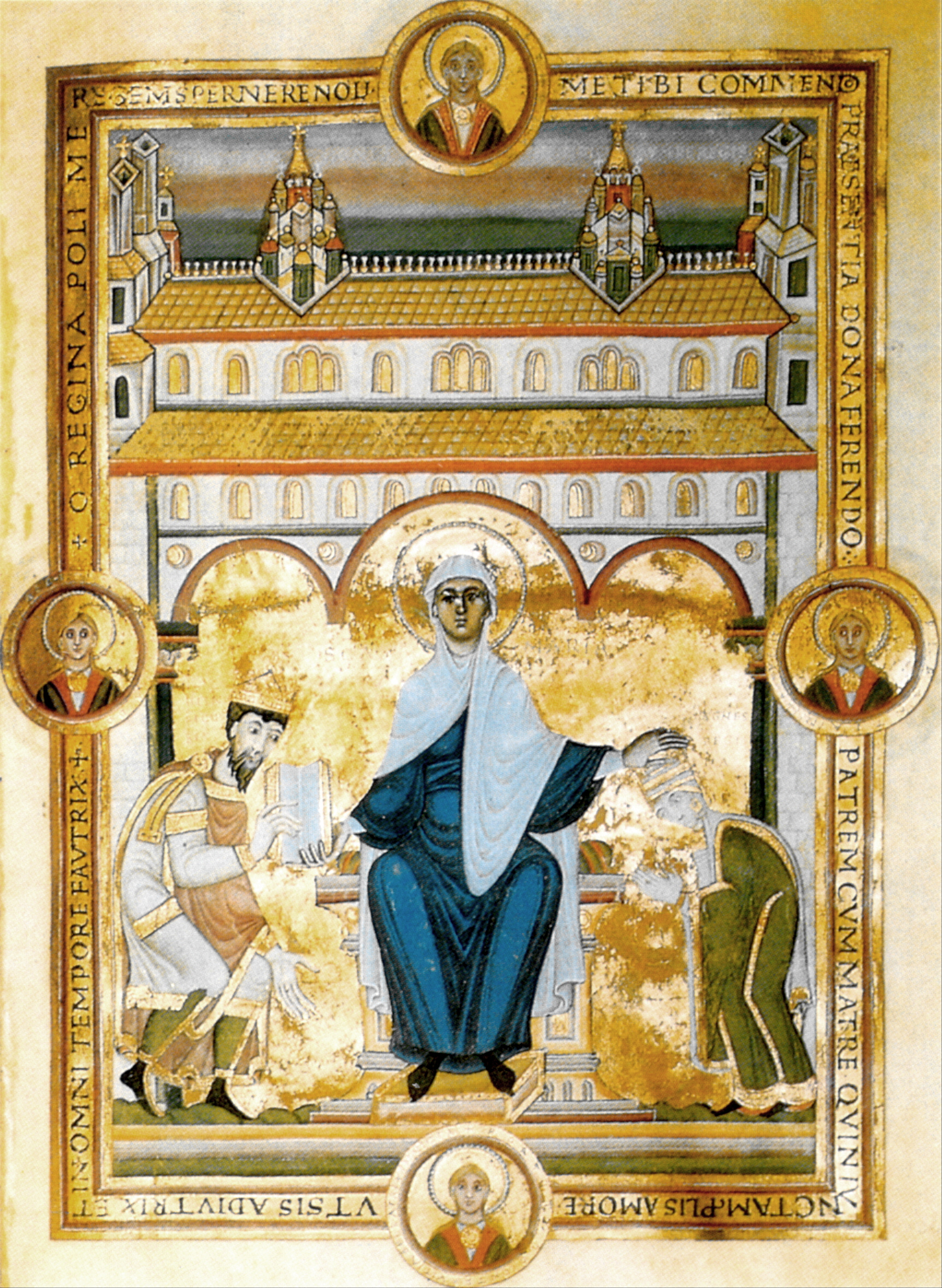
Henri III du Saint-Empire et Agnès de Poitiers, fille de Guillaume V de Poitiers.

## Mariages et enfants
Guillaume se marie trois fois :
1. Vers 997 avec Almodis de Limoges († après 1005), veuve d'Aldebert[n 1] comte de La Marche, fille de Géraud, vicomte de Limoges et de sa femme Rothilde de Brosse :
  - Guillaume VI d'Aquitaine, dit le Gros, lui succède en 1029 ;
2. En 1011 avec Brisque de Gascogne (Sancha), fille de Sanche Guillaume, duc de Gascogne :
  - Eudes de Poitiers, duc d'Aquitaine, comte de Gascogne puis brièvement comte de Poitou entre 1038 et 1039,
  - Adalaïs de Poitiers, mariée 1° avec Géraud Ier dit Trenqueléon d'Armagnac, puis 2° avec Arnaud II, Vicomte de Lomagne et d'Auvillars (né vers 988-?) ;
3. Vers 1016[5] avec Agnès de Bourgogne, fille de Otte-Guillaume, comte de Mâcon :
  - Guillaume VII d'Aquitaine, dit Aigret, comte de Poitiers entre 1039 et 1058,
  - Guillaume VIII d'Aquitaine, dit Guy-Geoffroi, comte de Poitiers de 1058 à 1086,
  - Agnès d'Aquitaine, dite Ala, épouse en 1043 l'empereur Henri III de Germanie, couronnée impératrice à Rome le 25 décembre 1046, elle fut régente de l'empire de 1056 à 1062.

Selon certains, il est possible que Guillaume V ait eu une première épouse, Agnès,, Adalmode (parfois nommée Adomalde) étant citée comme seconde épouse dans plusieurs documents du XVIIe siècle.
Ceci expliquerait son mariage relativement tardif (à 28 ans) avec Adalmode (veuve d'Audebert I de la Marche en 997).
Par ailleurs, la tradition attribue à Guillaume V un fils naturel, Guillaume Bâtard Ier de Mauzé,.